# Cantón de Arracourt
El cantón de Arracourt era una división administrativa francesa, que estaba situada en el departamento de Meurthe y Mosela y la región de Lorena.

## Composición
El cantón estaba formado por once comunas:
- Arracourt
- Athienville
- Bathelémont
- Bezange-la-Grande
- Bures
- Coincourt
- Juvrecourt
- Mouacourt
- Parroy
- Réchicourt-la-Petite
- Xures

## Supresión del cantón de Arracourt
En aplicación del Decreto n.º 2014-261 de 26 de febrero de 2014, el cantón de Arracourt fue suprimido el 22 de marzo de 2015 y sus 11 comunas pasaron a formar parte del nuevo cantón de Baccarat.